# Apeninos septentrionales
Los Apeninos septentrionales (en italiano, Appennino settentrionale) son una subdivisión de la cadena de los Apeninos. Se extiende desde el Colle di Cadibona, donde se une con la Cadena Alpina, hasta aquel de la Bocca Serriola, por medio de la cual el valle alto del río Tíber y el del Metauro se comunican entre sí. Se subdivide en las secciones regionales de los Apeninos ligures, los Apeninos tosco-emilianos y los Apeninos tosco-romañolos.

## Geología
La cadena apenínica septentrional es el resultado de la superposición tectónica de dos conjuntos paleogeológicos diversos: una parte interior ligur-emiliana y una parte externa umbro-toscana. La historia geológica de estos sistemas geológicos es muy compleja. El sistema externo está formado por un zócalo continental (zócalo Apulo) formado en gran parte por ofiolitas oceánicos, luego trasladados del oeste al este.
La parte interna ligur-emiliana así es originada por el océano ligur-piamontés en el Jurásico y del Cretácico, con una historia estructural muy compleja y conectada con la orogénesis alpina.